# 201
| [ Edytuj tabelę ] |                            |
| Cesarz Chin       | - 189 Han Xiandi 220       |
| Władca Korei      | - 197 Sansang 227          |
| Papież            | - 199 Zefiryn 217          |
| Król Partów       | - 191 Wologazes V 208      |
| Cesarz Rzymu      | - 193 Septymiusz Sewer 211 |

Rok 201 / CCI
stulecia: II wiek ~
III wiek ~
IV wiek

lata: 191 «
196 «
197 «
198 «
199 «
200 «
201
» 202
» 203
» 204
» 205
» 206
» 211

## Urodzili się
- Trajan Decjusz, cesarz rzymski (zm. 251)